# Сантос (футбольный клуб, Тарту)
«Сантос» — эстонский футбольный клуб из города Тарту. Был основан в 2006 году, в 2014 году стал финалистом Кубка Эстонии, выступая в третьей лиге Эстонии.
Главный тренер команды литовский специалист — Альгимантас Любинскас, возглавивший клуб в апреле 2014 года.

## История
Клуб был основан в марте 2006 года. В интервью UEFA.com президент клуба Меэлис Ээлмяэ так объяснил название команды: «Хотели пойти по бразильскому пути, играть в техничный футбол с обилием коротких передач. Футбол для нас — это святое. „Сантос“ как раз так и переводится». В 2014 году футбольный клуб дошёл до финала Кубка Эстонии, где проиграл чемпиону Эстонии 2013 года «Левадии» со счётом 0:4. Благодаря участию в финале Кубка страны, команда смогла выступить в первом квалификационном раунде Лиги Европы. Соперником клуба стал норвежский клуб «Тромсё». По итогам обоих встреч эстонский клуб проиграл со счётом 1:13. В сезоне 2014 года команда выступала в Эсилиге B, где заняла 2 место, набрав 96 очков. 3 марта 2015 года тартуская команда сразилась с таллинским клубом «Левадия» за Суперкубок Эстонии по футболу, но итогом матча стало поражение со счётом 5:0. В этом же году команда выступала в Эсилиге чемпионата Эстонии, где по итогам заняла 8 место.

## «Сантос» в еврокубках
Данные на 15 июля 2014 года
| Сезон   | Турнир      | Раунд | Соперник | 1 матч | 2 матч |
| ------- | ----------- | ----- | -------- | ------ | ------ |
| 2014/15 | Лига Европы | 1Q    | «Тромсё» | 0 : 7  | 1 :6   |

- Домашние игры выделены жирным шрифтом

## Достижения
- Финалист Кубка Эстонии: 2014[8]

## Главные тренеры
| Тренер                | Гражданство | Начало         | Конец          |
| --------------------- | ----------- | -------------- | -------------- |
| Мик Лаас              | Эстония     | 1 января 2014  | 21 апреля 2014 |
| Альгимантас Любинскас | Литва       | 21 апреля 2014 | н. в.          |